# Lorenzo Burrows

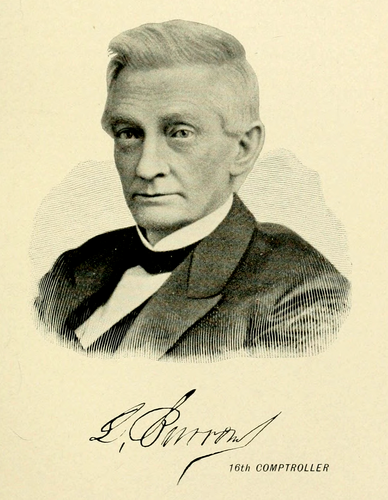
Lorenzo Burrows

Lorenzo Burrows (* 15. März 1805 in Groton, Connecticut; † 6. März 1885 in Albion, New York) war ein US-amerikanischer Politiker. Zwischen 1849 und 1853 vertrat er den Bundesstaat New York im US-Repräsentantenhaus.

## Werdegang
Lorenzo Burrows war der Neffe des Kongressabgeordneten Daniel Burrows (1766–1858). Er besuchte Schulen in Plainfield und in Westerly (Rhode Island). Im Jahr 1824 zog er nach Albion im Staat New York, wo er bis 1826 als Angestellter arbeitete. Danach wurde er im Handel tätig. 1839 war er an der Gründung der Bank of Albion beteiligt. Dort arbeitete er zwischenzeitlich auch als Kassierer. 1840 wurde er Kämmerer im Orleans County. Ein Jahr später wurde er in diesem Bezirks Beauftragter für Konkurse (Assignee in Bankruptcy); 1845 amtierte er als Ortsvorsteher (Town Supervisor) in Barre. Politisch schloss er sich der Whig Party an.
Bei den Kongresswahlen des Jahres 1848 wurde Burrows im 34. Wahlbezirk von New York in das US-Repräsentantenhaus in Washington, D.C. gewählt, wo er am 4. März 1849 die Nachfolge von Washington Hunt antrat. Nach einer Wiederwahl konnte er bis zum 3. März 1853 zwei Legislaturperioden im Kongress absolvieren. Diese Zeit war von den Diskussionen um die Frage der Sklaverei geprägt. Unter anderem wurde der von Senator Henry Clay eingebrachte Kompromiss von 1850 verabschiedet.
Zwischen 1855 und 1857 übte Lorenzo Burrows das Amt des New York State Comptroller aus. Dann wurde er Direktor und Präsident der Firma Niagara Falls International Bridge Co. 1858 wurde er in den Vorstand der University of New York berufen. Im selben Jahr bewarb er sich erfolglos als Kandidat der American Party um das Amt des Gouverneurs von New York. Seit 1862 gehörte er auch zu den Beauftragten zur Betreuung des Mount Albion Cemetery. Diese beiden Posten bekleidete er bis zu seinem Tod am 6. März 1885. Er wurde auf dem Mount Albion Cemetery beigesetzt.